# Zabutón

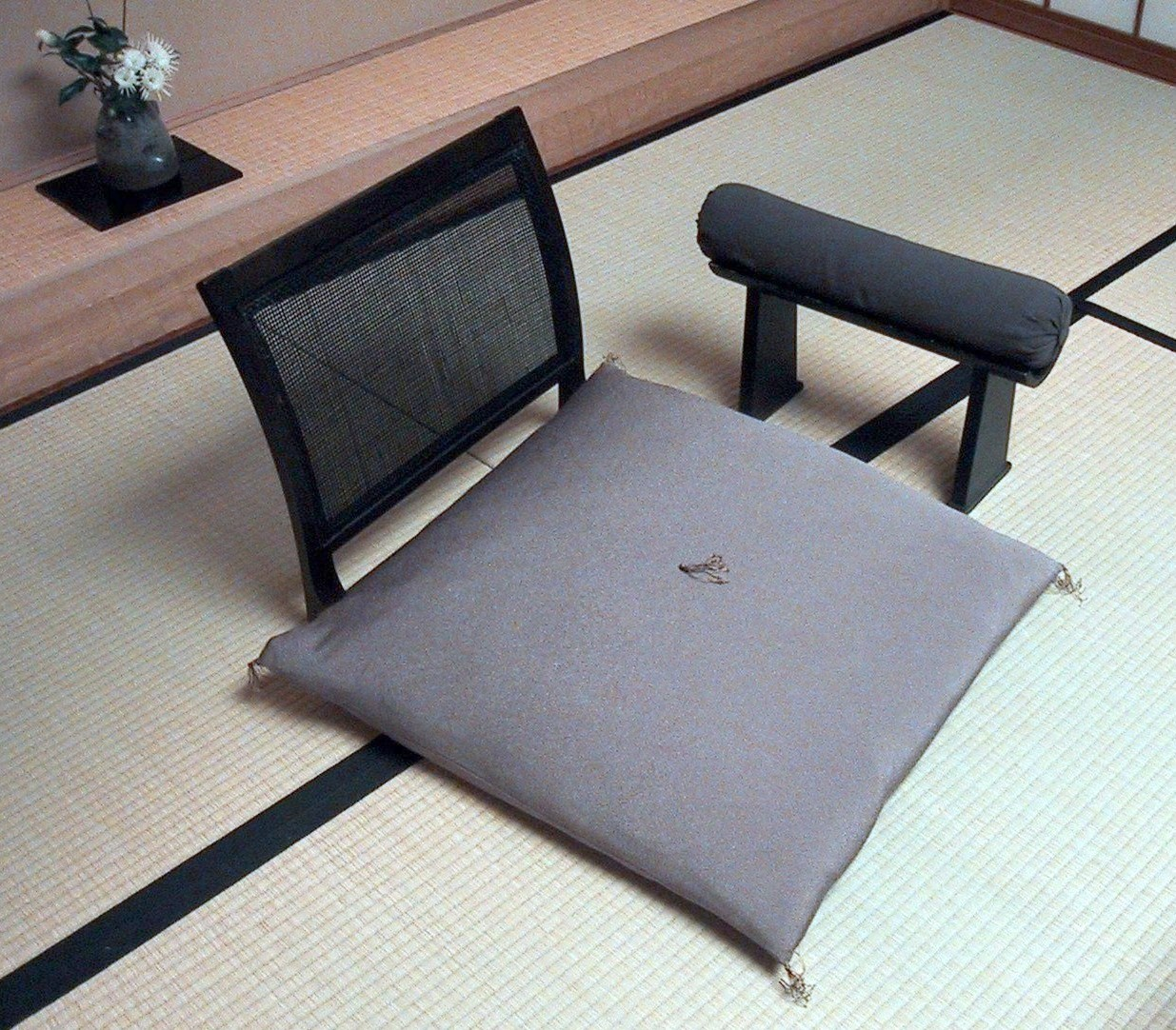
Silla japonesa tradicional con zabutón y reposabrazos separados

Un zabutón (座布団, pronunciación en japonés: /d͡za̠bɯ̟ᵝtõ̞ɴ/) es un cojín japonés para sentarse. El zabutón se usa generalmente cuando se está sentado en el piso y también se puede usar cuando se está sentado en una silla. En un entorno más informal, el zabutón se puede usar junto con un zaisu, un tipo de silla japonesa sin patas, con o sin un kyōsoku (脇 息), un apoyabrazos de estilo japonés. Por lo general, cualquier lugar en Japón donde los asientos estén en el piso contarán con zabutón para mayor comodidad. Un zabutón típico mide entre 50 y 70 cm de lado y tiene varios centímetros de grosor cuando es nuevo.
Los zabutones se encuentran en todo Japón y entran en muchos aspectos de la cultura.
- En la meditación Zen, los practicantes se sientan en zafu, que normalmente se coloca encima de un zabutón. El zabutón amortigua las rodillas y los tobillos.[2]
- En el sumo, los miembros de la audiencia lanzan zabutón hacia el ring después de que un luchador de menor rango derrota a un yokozuna, a pesar de los peligros.[3]
- En rakugo, los artistas intérpretes o ejecutantes no pueden levantarse de su zabutón mientras dure su parodia.
- En yose, sobre todo en el programa de televisión de larga duración Shōten, los comediantes reciben zabutón como una forma de puntuación.
- En jidaigeki, según un estereotipo, el jefe preso en una celda de la cárcel recibe todo el zabutón de sus compañeros de celda.